# Seznam českých příjmení, Ch
Toto je seznam českých příjmení začínajících na písmeno Ch. Seznam zatím zahrnuje pouze příjmení s více než 250 mužskými nositeli.
| Příjmení   | Počet | Přechýleně    | Počet | ORP s největší hustotou  |
| ---------- | ----- | ------------- | ----- | ------------------------ |
| Charvát    | 2 934 | Charvátová    | 2 971 | Louny                    |
| Chaloupka  | 2 503 | Chaloupková   | 2 813 | Kostelec nad Orlicí      |
| Chalupa    | 2 217 | Chalupová     | 2 319 | Telč                     |
| Chládek    | 1 629 | Chládková     | 1 741 | Lanškroun                |
| Chládek    | 1 629 | Chládeková    | 8     | Lanškroun                |
| Chovanec   | 1 500 | Chovancová    | 1 509 | Uherský Brod             |
| Chytil     | 1 398 | Chytilová     | 1 458 | Holešov                  |
| Chmelař    | 1 266 | Chmelařová    | 1 391 | Nové Město nad Metují    |
| Chmelík    | 1 207 | Chmelíková    | 1 336 | Hlinsko                  |
| Chvojka    | 1 039 | Chvojková     | 1 114 | Hořovice                 |
| Chvátal    | 992   | Chvátalová    | 995   | Moravský Krumlov         |
| Chromý     | 901   | Chromá        | 872   | Telč                     |
| Chudoba    | 846   | Chudobová     | 804   | Kutná Hora               |
| Chlup      | 729   | Chlupová      | 740   | Boskovice                |
| Chmel      | 649   | Chmelová      | 1 296 | Vlašim                   |
| Chadima    | 558   | Chadimová     | 868   | Litomyšl                 |
| Chmela     | 548   | Chmelová      | 1 296 | Luhačovice               |
| Chudý      | 507   | Chudá         | 547   | Dobruška                 |
| Chramosta  | 490   | Chramostová   | 523   | Pacov                    |
| Chyba      | 466   | Chybová       | 492   | Náměšť nad Oslavou       |
| Chroust    | 429   | Chroustová    | 435   | Nové Město na Moravě     |
| Chlubna    | 399   | Chlubnová     | 377   | Žďár nad Sázavou         |
| Chlumský   | 371   | Chlumská      | 409   | Vlašim                   |
| Chadim     | 362   | Chadimová     | 868   | Náměšť nad Oslavou       |
| Chytka     | 356   | Chytková      | 336   | Náměšť nad Oslavou       |
| Chlad      | 350   | Chladová      | 454   | Světlá nad Sázavou       |
| Chloupek   | 334   | Chloupková    | 326   | Boskovice                |
| Chromec    | 323   | Chromcová     | 308   | Lanškroun                |
| Chromec    | 323   | Chromecová    | 2     | Lanškroun                |
| Chochola   | 317   | Chocholová    | 465   | Kolín                    |
| Chytrý     | 307   | Chytrá        | 333   | Bystřice nad Pernštejnem |
| Chmelíček  | 304   | Chmelíčková   | 302   | Náměšť nad Oslavou       |
| Chvála     | 301   | Chválová      | 367   | Pacov                    |
| Chalupník  | 301   | Chalupníková  | 303   | Bystřice nad Pernštejnem |
| Chocholouš | 298   | Chocholoušová | 287   | Dačice                   |
| Chrastina  | 295   | Chrastinová   | 317   | Hranice                  |
| Chrástek   | 294   | Chrástková    | 302   | Hustopeče                |
| Chalupský  | 285   | Chalupská     | 308   | Telč                     |
| Chromek    | 276   | Chromková     | 274   | Odry                     |
| Chromek    | 276   | Chromeková    | 13    | Odry                     |
| Chlebek    | 266   | Chlebková     | 213   | Třinec                   |
| Chlebek    | 266   | Chlebeková    | 1     | Třinec                   |
| Chrástecký | 264   | Chrástecká    | 256   | Vsetín                   |
| Chlumecký  | 259   | Chlumecká     | 260   | Týn nad Vltavou          |
| Chylík     | 254   | Chylíková     | 261   | Velké Meziříčí           |